# Румянцева, Влада Алексеевна
Вла́да Алексе́евна Румя́нцева (; род. 28 декабря 2000) — российская кёрлингистка.
Играет на позиции четвёртого. Скип команды.
Мастер спорта России международного класса (2019, кёрлинг).

## Достижения
- Чемпионат России по кёрлингу среди женщин: бронза (2019, 2022, 2023).
- Кубок России по кёрлингу среди женщин: золото (2017), бронза (2020).
- Кубок России по кёрлингу среди смешанных команд: бронза (2018).
- Чемпионат мира по кёрлингу среди юниоров: золото (2019), бронза (2020).

## Команды
| Сезон                                               | Четвёртый       | Третий                   | Второй            | Первый                   | Запасной                                                         | Турниры                                  |
| --------------------------------------------------- | --------------- | ------------------------ | ----------------- | ------------------------ | ---------------------------------------------------------------- | ---------------------------------------- |
| 2015—16                                             | Ксения Шевчук   | Ирина Рязанова           | Влада Румянцева   | Анастасия Мищенко        | Анастасия Шустрова                                               | ЧРЖ 2016 (5 место)                       |
| 2016—17                                             | Влада Румянцева | Анастасия Мищенко        | Ирина Рязанова    | Анастасия Шустрова       |                                                                  | КРЖ 2016 (4 место)                       |
| 2016—17                                             | Ксения Шевчук   | Влада Румянцева          | Ирина Рязанова    | Анастасия Мищенко        | Анастасия Шустрова тренер: Татьяна Лукина                        | ЧРЖ 2017 (8 место)                       |
| 2017—18                                             | Влада Румянцева | Ксения Шевчук            | Ирина Рязанова    | Анастасия Мищенко        | Анастасия Шустрова                                               | КРЖ 2017                                 |
| 2017—18                                             | Влада Румянцева | Вера Тюлякова            | Ирина Рязанова    | Анастасия Даньшина       | Дарья Патрикеева тренер: Алексей Целоусов                        | ЧМЮ 2018 (8 место)                       |
| 2017—18                                             | Влада Румянцева | Анастасия Мищенко        | Ирина Рязанова    | Ксения Шевчук            | Анастасия Шустрова                                               | ЧРЖ 2018 (6 место)                       |
| 2018—19                                             | Влада Румянцева | Дарья Морозова           | Ирина Рязанова    | Анастасия Мищенко        | Вера Тюлякова (ЧМЮ) тренер: Андрей Дроздов                       | ЧМЮ 2019 · ЧРЖ 2019                      |
| 2019—20                                             | Влада Румянцева | Александра Кардапольцева | Ирина Рязанова    | Анастасия Мищенко        | Марина Веренич                                                   | КРЖ 2019 (10 место)                      |
| 2019—20                                             | Влада Румянцева | Вера Тулякова            | Ирина Рязанова    | Анастасия Мищенко        | Александра Кардапольцева тренеры: Андрей Дроздов, Татьяна Лукина | ЧМЮ 2020                                 |
| 2020—21                                             | Влада Румянцева | Ирина Рязанова           | Анастасия Мищенко | Александра Кардапольцева | Алина Лёц тренеры: Татьяна Лукина, Марина Веренич                | КРЖ 2020 · ЧРЖ 2020 (10 место)           |
| 2020—21                                             | Влада Румянцева | Ирина Рязанова           | Анастасия Мищенко | Александра Кардапольцева | Алина Лёц тренеры: Татьяна Лукина, Марина Веренич                | ЧРЖ 2021 (12 место)                      |
| 2021—22                                             | Влада Румянцева | Анастасия Мищенко        | Ирина Рязанова    | Александра Кардапольцева | Алина Лёц (ЧРЖ) тренеры: Татьяна Лукина, Марина Веренич          | КРЖ 2021 (6 место) · ЧРЖ 2022            |
| 2022—23                                             | Влада Румянцева | Ирина Рязанова           | Анастасия Мищенко | Александра Кардапольцева | Алина Лец тренеры: Татьяна Лукина, Марина Веренич                | КРЖ 2022 (5 место)                       |
| 2022—23                                             | Влада Румянцева | Ирина Рязанова           | Дарья Морозова    | Анастасия Мищенко        | Александра Кардапольцева тренеры: Татьяна Лукина, Марина Веренич | ЧРЖ 2023                                 |
| 2023—24                                             | Влада Румянцева | Ирина Рязанова           | Дарья Морозова    | Анастасия Мищенко        | тренеры: Алексей Стукальский, Марина Веренич                     | КРЖ 2023 (4 место)                       |
| 2024—25                                             | Влада Румянцева | Анастасия Москалёва      | Анастасия Мищенко | Александра Мельникова    | Дарья Морозова тренеры: Василий Гудин, А.Д. Грецкая              | ЧРЖ 2025 (5 место)                       |
| Кёрлинг среди смешанных команд (mixed curling)      |                 |                          |                   |                          |                                                                  |                                          |
| 2017—18                                             | Кирилл Суровов  | Влада Румянцева          | Алексей Филиппов  | Анастасия Мищенко        |                                                                  | КРСК 2017 (5 место)                      |
| 2018—19                                             | Михаил Васьков  | Влада Румянцева          | Алексей Тузов     | Дарья Морозова           |                                                                  | КРСК 2018                                |
| 2019—20                                             | Михаил Васьков  | Влада Румянцева          | Пётр Кузнецов     | Анастасия Мищенко        | тренеры: А.Д. Грецкая, Т.А. Лукина                               | ЧРСК 2020 (4 место)                      |
| 2020—21                                             | Влада Румянцева | Алексей Филиппов         | Ирина Рязанова    | Пётр Кузнецов            |                                                                  | ЧРСК 2021 (5 место)                      |
| Кёрлинг среди смешанных пар (mixed doubles curling) |                 |                          |                   |                          |                                                                  |                                          |
| 2015—16                                             | Михаил Васьков  | Влада Румянцева          |                   |                          |                                                                  | КРСП 2015 (23 место)                     |
| 2015—16                                             | Влада Румянцева | Алексей Куликов          |                   |                          |                                                                  | ЧРСП 2016 (9 место)                      |
| 2016—17                                             | Влада Румянцева | Алексей Куликов          |                   |                          |                                                                  | КРСП 2016 (4 место) ЧРСП 2017 (13 место) |
| 2018—19                                             | Влада Румянцева | Пётр Кузнецов            |                   |                          |                                                                  | КРСП 2018 (4 место)                      |

(скипы выделены полужирным шрифтом)

## Частная жизнь
Студентка кафедры теории и методики конькобежного спорта, фигурного катания на коньках и кёрлинга Российского государственного университета физической культуры, спорта, молодежи и туризма.